# Über die tragische Kunst
„Über die Tragische Kunst“ ist der Titel einer 1792 in der Zeitschrift Neue Thalia veröffentlichten kunstphilosophischen Abhandlung von Friedrich Schiller, in der er sich mit Wesen und Ziel der Tragödie befasst.
Die Tragödie ist für Schiller die Nachahmung einer moralischen Handlung mit der Absicht, durch die Darstellung von Leid, Rührung und weitere Affekte hervorzurufen. In der Schrift befasst sich der Autor insbesondere mit Ursprung und Wesen des Mitleids. In Schillers Überlegungen fließen sowohl seine Lektüre der Ästhetik Immanuel Kants als auch Gotthold E. Lessings Dramentheorie ein.
Laut Schiller ist die Aufgabe der tragischen Kunst, die moralische Unabhängigkeit des Charakters vom Zustand der Leidenschaft zu vergegenwärtigen.

## Inhalt
Schiller stellt fest, dass Menschen sich für alles interessieren, was starke Gemütserregungen auslöst. Dabei seien es besonders unangenehme Erscheinungen des „Jammers, des Entsetzens“, von denen sich Menschen gleichermaßen „weggestoßen und wieder angezogen fühlen“. Schiller belegt dies mit dem Hinweis auf die zahlreichen Zuschauer bei öffentlichen Bestrafungen von Verbrechern. Weder Rache noch Gerechtigkeitsliebe allein könne diese dies erklären. Es sei ein „neugieriges Verlangen“, welches die Menschen antreibt. Bei Menschen von „Erziehung und verfeinertem Gefühle“ sei diese rohe Lust zwar nicht vorhanden. Dennoch gebe es eine allgemeine Tendenz, einem Unglück lustvoll beizuwohnen. Schiller nennt als Beispiel die Lust an der Beobachtung eines Menschen, der sich in einem Konflikt zwischen „entgegen gesetzter Neigungen oder Pflichten“ befindet und den seine Leidenschaft ins Elend stürzt. Diese „Quelle des Elends […] ergötzt uns in der Betrachtung.“
Die moralische Natur des Menschen ermögliche es offenbar, auch im Affekt eine Form von Wohlbefinden zu erfahren. Auch wenn ein Affekt an sich noch keine Lust gewähre, so sei er eine Bedingung für „gewisse Arten des Vergnügens“. Wer für diese Art Vergnügen empfänglich sei, wer also auch im Affekt eine Form von Vergnügen empfinde, sei in einer geistigen Verfassung, in der er auch bei heftigsten Leidenschaften seine Freiheit bewahren könne.

„Diese erhabene Geistesstimmung ist das Los starker und philosophischer Gemüter, die durch fortgesetzte Arbeit an sich selbst den eigennützigen Trieb unterjochen gelernt haben. Auch der schmerzhafteste Verlust führt sie nicht über eine Wehmut hinaus, mit der sich noch immer ein merklicher Grad des Vergnügens gatten kann.“

Laut Schiller ist es die „moralische Natur“, aus der die Lust entspringt, „wodurch uns schmerzhafte Affekte […] entzücken und rühren“. Der Mensch ist einem Affekt auslösenden Gegenstand nicht passiv ausgesetzt, sondern sei in der Lage, sich über den Affekt zu erheben und Moralität im Sinne von „Gehorsam gegen allgemeine Vernunftgesetze“ zu zeigen.
Damit kommt Schiller auf eine wesentliche Feststellung, welche seine folgenden dramentheoretischen Überlegungen vorbereitet, nämlich die Beantwortung der Frage, warum „das Mitleid uns am mächtigsten anzieht“. Wobei Schiller sogleich postuliert, dass nur leidende Personen von guter Gesinnung diesen „Genuss“ des Mitleids hervorrufen: „Das Leiden einer schwachen Seele, der Schmerz eines Bösewichts gewähren uns diesen Genuss freilich nicht;“
Schiller sieht einen Grund darin, dass das Beobachtete Leiden ein Angriff auf die Sinnlichkeit sei, welche eine Kraft im Gemüt anregt. Diese Kraft sei „keine andere als die Vernunft“. Diesen Vorgang, dass der Affekt den Einzelnen nicht im Leiden verharren lässt, nennt Schiller den „Tätigkeitstrieb“. Der Affekt ist also Auslöser für eine Reflexion des Subjekts über sich, seine Empfindungen, seine Vernunft und seine Moral: „Der Affekt des Mitleides schenkt uns Genuss, weil er mit der Befreiung von allem Widerstand und aller Abhängigkeit von egoistischen Impulsen einhergeht.“
Dies ist die Schnittstelle, von der aus Schiller zu seinem Kunstverständnis überleitet.

„Diejenige Kunst aber, welche sich das Vergnügen des Mitleids insbesondere zum Zweck setzt, heißt die tragische Kunst im allgemeinsten Verstand.“

Die Kunst (und damit der poetische Zweck von Dichtung als einer Form Kunst) hat laut Schiller die Aufgabe, Affekte zu erzeugen bzw. Gemütserregungen hervorzurufen. Diese Gemütserregung müsse sensibel ausgesteuert und dürfe weder zu heftig, noch zu schwach sein, da ansonsten das Mitleid verfehlt werde. Denn wenn „die Unlust über die Ursache eines Unglücks zu stark wird, so schwächt sie unser Mitleid mit demjenigen, der es erleidet.“ Auch dürfe die leidende Person für ihr Unglück nicht allein verantwortlich sein.

„So schwächt es jederzeit unsern Anteil, wenn sich der Unglückliche, den wir bemitleiden sollen, auf eigener unverzeihlicher Schuld in sein Verderben gestürzt hat, oder sich auch aus Schwäche des Verstandes und aus Kleinmut nicht, da er es doch könnte, aus demselben zu ziehen weiß.“

Weiterhin kann ein zu extrem dargestellter Charakter das Mitleid überlagern, wenn in einem Drama „die Größe des Leidens von der Größe der Bosheit“ abhängt. Schiller zählt hier selbstkritisch auch Karl Moor, seine eigene Figur aus „Die Räuber“ zu jenen Gestalten, die aufgrund ihrer extremen Bosheit die Empfindung von Mitleid stören. Günstiger für die Erregung von Mitleid sei es ohnehin, wenn nicht böser Wille, sondern „der Zwang der Umstände“ das Unglück hervorbringt. Gleichwohl dürfe nicht der Eindruck entstehen, als seien die Individuen einem übermächtigen Schicksal ausgesetzt. Der Vernunft muss immer noch Raum bleiben. Hier setzt Schillers Kritik an den „in den vortrefflichsten Stücken der griechischen Bühne“ an, „weil in allen diesen Stücken zuletzt an die Notwendigkeit appelliert wird“ und für unsere „fordernde Vernunft immer ein unaufgelöster Knoten zurückbleibt.“ Gegen den Fatalismus der griechischen Tragödie sich wendend, versucht Schiller zu demonstrieren, „daß der Mensch selbst in den tragischsten Umständen im Besitz seiner Freiheit bleibe.“  Die griechische Tragödie muss somit in einer aemulatio überboten werden, um das von Schiller formulierte Ziel zu erreichen.
Schiller formuliert im Folgenden Kriterien, welche Mitleid und Rührung in der Dichtung provozieren:
1. Anders als bei Leiden, denen man als Zeuge beiwohne, bestehe in der Dichtung immer eine Distanz zum Leiden und damit auch zum Mit-Leiden. Dies könne durch eine „unmittelbare und lebendige Gegenwart und Versinnlichung“ ausgeglichen werden.
2. Es muss, ähnlich wie bei G. E. Lessing, eine Ähnlichkeitsbeziehung zwischen dem Zuschauer oder Leser und dem tragischen Helden bestehen, denn die „Möglichkeit des Mitleids beruht […] auf der Wahrnehmung und Voraussetzung einer Ähnlichkeit zwischen uns und dem leidenden Subjekt.“ Schiller postuliert dabei, dass unabhängig von Erfahrung, kultureller oder historischer Prägung überzeitliche sittliche Vorstellungen und Formen des Denkens jedem Individuum innewohnen. Dieses „subjektiv Wahre“ als Teil der sittlichen Natur enthält „Allgemeinheit“ und „Notwendigkeit“. Denn man „braucht […] bloß Mensch überhaupt zu sein, um durch die heldenmütige Aufopferung eines Leonidas […] zu Tränen hingerissen zu werden.“ Ziel ist daher auch nicht die historische Nachahmung einer Begebenheit, sondern die poetische Nachahmung einer „mitleidswürdigen Handlung“.
3. Um eine Gemütserregung zu bewirken, ist die vollständige Darstellung einer tragischen Begebenheit notwendig. Ohne alle Einzelheiten zu kennen, könne sich der Betrachter nicht in den Seelenzustand einer Person hineinversetzen. Nur „die Ähnlichkeit der Umstände, welche wir vollkommen einsehen müssen, kann unser Urteil über die Ähnlichkeit der Empfindungen rechtfertigen.“
4. Um eine wirksame Gemütserregung zu erzielen, müsse die Intensität der Empfindungen bemessen dosiert sowie „periodenweise geschickt unterbrochen“ werden. Nach Schiller kann nur eine „wohlausgewogene Gradation der Eindrücke die Anschauung so bemessen helfen“, dass sich der Betrachter nicht von der Schau des Leids abwendet, ermattet oder ein Gewöhnungsprozess einsetzt. Während der Anfänger „den ganzen Donnerstrahl des Schreckens und der Furcht auf einmal und fruchtlos in die Gemüter schleudert“, so „gelangt jener [der geübte Künstler] Schritt vor Schritt durch lauter kleine Schläge zum Ziel und durchdringt eben dadurch die Seele ganz, dass er sie nur allmählich und gradweise rührte.“
5. Die Tragödie muss das Leiden gemischter Charaktere zeigen. Schiller greift damit einen Begriff von Lessing auf: Wesen […], die sich von aller Sittlichkeit lossprechen […] sind ebenso ungeeignet für die Tragödie wie „die reinen Intelligenzen“, die „von dem Zwang der Sinnlichkeit befreit sind“. Die Charaktere müssen sich also aufgrund „seines [Schillers] dualistischen Menschenbildes“ gemischt als Sinnen- und als Vernunftwesen zeigen.
6. Eine gelungene Tragödie erreicht ihren Zweck, Rührung zu erzeugen, nicht allein über den zu erzählenden Stoff, sondern über die Art und Weise, wie das Geschehen dargestellt wird. Zweck und Form der Dichtung müssen in einem ausgewogenen Verhältnis stehen. Schiller kritisiert die zeitgenössischen Dramen, da diese „uns einzig des Stoffes wegen“ rühren.